# Компактирование нанопорошков

Установка для компактирования нанопорошков

Компактирование нанопорошков (англ. compaction of nanopowders) — принудительное уплотнение наноструктурированных материалов различными методами: холодным статическим прессованием с односторонним или двусторонним приложением давления; горячим аксиальным прессованием; холодным или горячим изостатическим прессованием в гидро- или газостатах; магнитно-импульсным, ударным, взрывным и ультразвуковым прессованием и другими.

## Описание
Основные параметры компактирования — давление прессования и способ его приложения, среда и скорость проведения процесса. Основная трудность, возникающая при использовании порошковых технологий для получения компактных изделий из нанопорошков, связана с остаточной пористостью, которая может быть уменьшена приложением высокого статического или динамического давления. Динамические методы компактирования нанопорошков позволяют преодолеть силы адгезионного сцепления, особенно значимые для наночастиц с их высокоразвитой поверхностью, и при одинаковом давлении достичь большей плотности компактных образцов, чем в условиях стационарного прессования.